# Torpa kyrka, Halland
Torpa kyrka är en kyrkobyggnad i Varbergs kommun. Den tillhör sedan 2010 Lindberga församling (tidigare Torpa församling) i Göteborgs stift. 

## Kyrkobyggnaden
Kyrkan ligger ett stycke från kusten på en höjdsträckning. Man tror att den har haft anknytning till Ås kloster. Murarna består delvis av gråsten, delvis av tegel. Framför portalen i sydväst finns ett vidbyggt vapenhus. I öster finns ett rakt avslutat kor och öster om koret står ett trätorn. De medeltida mursträckningar är fortfarande intakta och kyrkan är en av stiftets bäst bevarade från medeltiden, sannolikt uppförd under 1200-talet. Långhuset förlängdes och vapenhuset tillfogades under senmedeltiden.
Tornet av trä uppfördes ovanligt nog i öster omkring 1770 och ersatte en tidigare klockstapel. Det är brädfodrat och kröns av flack huv med lanternin och en kort spira. Vid restaureringen 1967 inreddes tornets bottenvåning till sakristia. Fram till 1899 var tornet rödmålat, men har numera en vit kulör. Mellan långhuset och koret finns en triumfbåge med bladmotiv från 1700-talet. Kyrkans vitputsade exteriör har fortfarande medeltida prägel däribland gavlar och murkrön med enkel tegelornering; igenmurad perspektivportal på långhusets nordsida.  
Den välbevarade medeltidskyrkan har en rik, polykrom interiör präglad av barock och rokoko i provinsiell tappning. Dekorativa och figurativa målningar på triumfbågsmur och brädvälvt innertak. Samtida läktare längs västra och norra långhusväggen. Trätaket i koret är välvt medan långhusets trätak är plant i mitten och svagt välvt åt sidorna. Kalkstensgolvet i långhus och kor är röd- och grårutigt och troligen från 1700-talet.

## Takmålningar
Kyrkans innertak av trä är prytt med målningar från senare delen av 1700-talet. Målningarna har utförts i flera omgångar, vilket gör det svårt att utreda vilka upphovsmännen är. På väggarna och i fönsternischerna finns spår av kalkmåleri från 1600-talet. Trätaken har först troligen målats som öppen himmel på 1700-talet. Senare har olika motiv tillkommit. Långhusets motivmålning har tillskrivits Ditlof Ross men kan även vara utförd av dennes lärling Henrik Andersson Wibeck. Även Jacob Magnus Hultgren från Varberg nämns i kyrkans räkenskaper som upphovsman, men stilen tillhör avgjort Henrik Andersson Wibeck. Taket har aldrig målats över.

## Inventarier
- Dopfunten av granit tillhör en grupp primitiva funtar från mellersta Halland och endast cuppan är bevarad. Den är fyrkantig med avfasade hörn och står på en modern granitbas. Funten daterad till 1300-talet eller tidigare.[1][2]
- Predikstolen med ljudtak är från första hälften av 1600-talet.
- Altaruppsatsen av ek är från 1600-talet. Den är målad i blått, rött, rödbrunt, svart och förgylld.
- Altarringen är från 1700-talet
- Läktarbröstningen längs läktaren i väster och utefter hela norrsidan, uppförda omkring 1780, har apostlabilder med sammanlagt 25 bildfält. De övermålades i slutet av 1800-talet men skrapades åter fram 1923.
- Den slutna bänkinredningen härrör från 1700-talet. Den ommålades i början av 1980-talet i ett försök att återskapa den blåtonade 1700-talsfärgsättningen.

### Orgel
Orgeln med tillhörande fasad är tillverkad av Tostareds Kyrkorgelfabrik 1979, då den ersatte ett äldre instrument från 1938. Orgeln har tretton stämmor fördelade på två manualer och pedal.